# Derechos de las mujeres en Burkina Faso
Los derechos de las mujeres en Burkina Faso están marcados, según los indicadores sociodemográficos, por la pobreza y las desigualdades de género. Sin embargo, se han observado avances en las últimas décadas en términos de esperanza de vida, así como en el acceso al empleo, la educación y la salud. Los sucesivos gobiernos han tomado medidas legislativas para fomentar la paridad entre mujeres y hombres, promover la autonomía y luchar contra la mutilación genital, a pesar de la persistencia de este fenómeno. Si bien no existe una tradición feminista significativa, muchas organizaciones de la sociedad civil contribuyen a su inclusión social.

## Historia
Thomas Sankara lideró un golpe de Estado en 1983 instaurando una régimen de inspiración marxista-leninista, que le mantuvo en el poder hasta 1987. En su proyecto para transformar la sociedad Sankara asumió el compromiso de avanzar en los derechos de la mujer lo llevó a prohibir la mutilación genital femenina, los matrimonios forzados y la poligamia. Fue el primer líder africano que nombró a mujeres en altos cargos gubernamentales, las incorporó al ejército y las alentó a trabajar fuera de casa y a quedarse en la escuela aunque estuvieran embarazadas.

La revolución y la liberación de la mujer van unidas. No hablamos de la emancipación de la mujer como un acto de caridad o por una oleada de compasión humana, es una necesidad básica para el triunfo de la revolución. Las mujeres ocupan la otra mitad del cielo.
Thomas Sankara

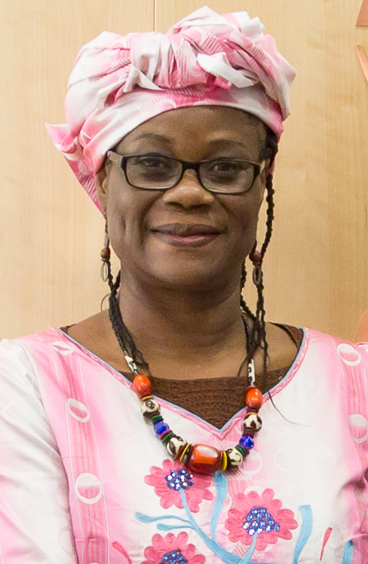
Rosine Coulibaly-Sori economista y política

Sankara fue asesinado en un golpe de Estado organizado por su sucesor Blaise Compaoré quien se mantuvo en el poder hasta la revolución de Burkina Faso en 2014. En 2015 se realizaron elecciones generales que ganó Roch Marc Christian Kaboré quien asumió el poder en diciembre siendo el primer civil que asumió el puesto.  Se rumoreó que Rosine Sori-Coulibaly podría convertirse en la primera mujer al frente de un gobierno de Burkina Faso como primera ministra, pero finalmente asumió el ministerio de Economía, Finanzas y Desarrollo (2016-2019) y más tarde el de Ministra de Asuntos Exteriores poco más de un mes entre el 10 de diciembre de 2021 y el 24 de enero de 2022 tras el golpe de Estado de Paul Henri Damiba. Fue sustituida en este periodo provisional por otra mujer, Olivia Ragnaghnewendé Rouamba al frente del Ministerio de Asuntos Exteriores. 

### Nombres destacados
- Célestine Ouezzin Coulibaly
- Monique Ilboudo escritora, política, diplomática, autora de la primera novela publicada por una mujer en Burkina Faso: Le Mal de Peau, 1990.[4]
- Bernadette Sanou Dao primera mujer poetisa de Burkina Faso además de primera mujer que asume el ministerio de Cultura del país.

## Indicadores sociodemográficos

### Esperanza de vida
Según datos del Banco Mundial, la esperanza media de vida de las mujeres al nacer aumentó de 35,5 a 50,5 años entre 1960 y 1986 antes de experimentar un relativo estancamiento y volver a subir a finales de la década de 1990 para llegar a 61,9 en 2018.

### Acceso a la educación
En 2019, la educación de las niñas, aunque obligatoria al igual que para los niños hasta los 16 años, choca con la pobreza así como con los matrimonios y embarazos precoces. Si el número de niñas matriculadas en la escuela primaria ha aumentado de 72 % en 2008 a los 95 % en 2018, sólo el 40 % de ellas pasan a la escuela secundaria y 4 % acceden a la educación superior. Datos de la Unesco indican para el mismo año una tasa de acceso a la educación superior de 5,1 % versus 9 para hombres. Un estudio de 1998 indica que las niñas se están poniendo al día más rápidamente en términos de acceso a la educación en las ciudades, y las niñas de las ciudades asisten a la escuela en las mismas proporciones a partir de ese momento. Los niños tienen más probabilidades de seguir una educación religiosa, además de asistir a una escuela pública o privada. Según el mismo estudio, también están más apoyados en su éxito académico (32,6 % contra 27,5 %, todavía en 1998)  .

### Empleo
A principios de la década de 2000, la economía de Burkina Faso seguía marcada por el predominio de la ruralidad y la pobreza. Los recursos agrícolas, ganaderos y forestales representan 40 % del PIB en 2009 y, según una encuesta realizada en 2003, el 46,4% de la población vivía por debajo del umbral de pobreza absoluta estimado en 82 672 francos CFA por persona y año. La pobreza afecta más a las mujeres y los hábitos consuetudinarios muchas veces las llevan a realizar tareas domésticas.
En 2014, la tasa de ocupación femenina era de 52,84 % según datos del Banco Mundial.
Sin embargo, el marco institucional prevé la igualdad ante la ley y la no discriminación por razón de sexo en el empleo. En 1997, bajo la presidencia de Blaise Compaoré, se creó un Ministerio para la Promoción de la Mujer, destinado en particular a mejorar el nivel educativo y la integración económica de las mujeres. Más tarde fue reemplazado por el Ministerio de la Mujer, Solidaridad Nacional, Familia y Acción Humanitaria, encabezado por Laurence Ilboudo-Marchal en 2018.
La división sexual del trabajo sigue siendo la norma, especialmente en el campo. Debido a las representaciones sociales, la inserción laboral no se acompaña automáticamente de un reequilibrio de las tareas del hogar a favor de las mujeres, aunque esto juegue a favor de su autonomía  .
Según datos del Instituto Nacional de Estadística y Demografía en 2010, el 83 % de mujeres trabajan en el sector agrícola, proporcionando el 60 % de la producción. Sin embargo, debido al derecho sucesorio consuetudinario, una pequeña proporción de ellas tiene acceso a la tierra. : en 2015, 8,2 % de mujeres son propietarias de tierras individuales en comparación con el 45,5 % de los hombres y 32 % de mujeres organizadas en sindicato

### Participación en la vida política
Las mujeres burkineses obtienen la ciudadanía política con la ley marco de 1956. Sin embargo, su participación en los órganos de decisión política permaneció restringida durante mucho tiempo. Las representaciones culturales y factores socioeconómicos como el analfabetismo y el trabajo doméstico excesivo dificultan su participación en la esfera pública. De mayo de 1957 a diciembre de 2009, de 52 gobiernos sucesivos, 38 mujeres ocuparon 124 mandatos como ministra, viceministra o secretaria de Estado, es decir, 10,3 % del total. Célestine Ouezzin-Coulibaly-Traoré fue la primera de ellas, sentada en 1958, bajo el Consejo de Gobierno, como Ministra de Asuntos Sociales, Vivienda y Trabajo. Fatimata Traoré-Sigué fue la primera mujer que asumió un puesto ministerial tras la independencia, cuando fue nombrada Ministra de Asuntos Sociales en 1978
La baja participación también es evidente en el sector legislativo y a nivel del gobierno local. En las elecciones legislativas de 2015 se eligieron 15 mujeres de los 127 escaños y para las elecciones municipales de 2016 hubo 2 359 mujeres 18 602 concejalas municipales. Para trabajar a favor de la paridad, la Asamblea Nacional aprobó el 20 de enero de 2020 una ley que impone una cuota de 30 % y la introducción de una modalidad alternativa de posicionamiento de las listas de candidatos.

## Problemas sociales

### Salud
El parto es una de las principales causas de muerte en el país, debido a la falta de infraestructura adecuada y personal calificado. En 2010, la mortalidad materna se estimó en 300 muertes por cada 100 000 nacimientos. En 2006, se implementó una política nacional de subsidios para atención obstétrica para facilitar el acceso a los servicios hospitalarios. Esta medida alivió la presión financiera ejercida sobre las mujeres, pero la falta de profesionalismo de parte del sector médico o paramédico aún dificulta, a principios de la década de 2010, la democratización de la salud.
La tasa de natalidad es de 5,2 hijos por mujer (2018)

### Circuncisión y mutilación femenina
La circuncisión femenina es la principal forma de mutilación genital femenina en el país. Entre 1990 y 2020, la tasa de escisión pasó de 75,8 % al 67,6 % para mujeres de 15 a 49 años y 13,3 % a 11,3 % para el grupo de edad de las niñas de 0 a 14 años según Laurence Ilboudo-Marchal . Esta práctica, prohibida por el Código Penal desde 1996, persiste y el gobierno lanzó un plan estratégico de cuatro años en 2019 con el apoyo de la Organización Mundial de la Salud.
El mantenimiento y transmisión de este tipo de mutilación puede explicarse por diversas razones sociológicas y religiosas. La falta de educación, la pertenencia a la religión musulmana y la percepción favorable de la escisión son factores agravantes según un estudio estadístico publicado en 2008 

## Luchas feministas
El feminismo como movimiento organizado no existe antes del siglo XXI pero se identifican referencias en favor de los derechos de las mujeres. Yennenga, legendaria figura fundadora del reino Mossi, es un ícono que resulta especialmente reconocida por su negativa al matrimonio forzado. Hay muchas asociaciones de mujeres en áreas culturales y prácticas, por ejemplo, mejorando la alfabetización y la difusión de conocimientos.